# The Delineator
The Delineator a fost o revistă americană pentru femei de la sfârșitul secolului al XIX-lea și începutul secolului XX, fondată de Butterick Publishing Company în 1869 sub numele The Metropolitan Monthly. Numele revistei a fost schimbat în 1875. Revista a fost publicată lunar în New York. În noiembrie 1926, sub conducerea doamnei William Brown Meloney, a absorbit The Designer, fondată în 1887 și publicată de Standard Fashion Company, o filială a Butterick.
Unul dintre editorii de la The Delineator a fost scriitorul Theodore Dreiser, care a lucrat cu alți membri ai personalului, cum ar fi Sarah Field Splint (cunoscută ulterior pentru scrierea cărților de bucate) și Arthur Sullivant Hoffman.
Un artist șef al revistei a fost  Maud Humphrey (1868-1940), mama lui Humphrey Bogart.
Revista și-a încetat apariția în 1937.